# Rotten XIII
Rotten XIII o Rotten Amairu és un grup de música punk rock format a Tafalla el 2017 per membres dels grups Zartako-K, Odolkiak Ordainetan i Patada Oi!.

## Discografia
- Oh! Baldorba (2017)[6]
- Aurrera (2021)